# Turtle Lake (Dakota del Norte)
Turtle Lake es una ciudad ubicada en el condado de McLean en el estado estadounidense de Dakota del Norte. En el censo de 2010 tenía una población de 581 habitantes y una densidad poblacional de 428,1 personas por km².

## Geografía
Turtle Lake se encuentra ubicada en las coordenadas 47°31′17″N 100°53′27″O / 47.52139, -100.89083. Según la Oficina del Censo de los Estados Unidos, Turtle Lake tiene una superficie total de 1.36 km², de la cual 1.32 km² corresponden a tierra firme y (2.67%) 0.04 km² es agua.

## Demografía
Según el censo de 2010, había 581 personas residiendo en Turtle Lake. La densidad de población era de 428,1 hab./km². De los 581 habitantes, Turtle Lake estaba compuesto por el 95.52% blancos, el 0.34% eran afroamericanos, el 2.07% eran amerindios, el 0.17% eran asiáticos, el 0% eran isleños del Pacífico, el 0% eran de otras razas y el 1.89% pertenecían a dos o más razas. Del total de la población el 0.17% eran hispanos o latinos de cualquier raza.